# Antonio Martins
Pour les articles homonymes, voir Martins.
Pour la ville brésilienne, voir Antônio Martins. Pour le footballeur portugais, voir António Martins.
Antonio Martins Bordelo, connu sous le nom de  Tony Martins (né le 23 août 1963 à Vimioso au Portugal), est un athlète français, spécialiste des épreuves de demi-fond, de fond et de cross-country. 

## Biographie
Tony Martins naît au Portugal à Vimioso. En 1988, il obtient la nationalité française et représente dès lors la France lors des compétitions internationales. 
Il a détenu le record de France du 10 000 mètres pendant 27 ans de juillet 1992 à juillet 2019, ainsi que le record de France du 5 000 mètres pendant 3 ans entre juillet 1992 et juin 1995. Tout au long de sa carrière, il décroche deux médailles internationales et neuf médailles nationales. Il est par ailleurs l'un des deux seuls coureurs (avec Jean Pierre Louvet) à avoir remporté à 3 reprises la classique internationale Marseille-Cassis. En parallèle de sa carrière sportive, il a servi pendant plusieurs années au Bataillon de marins pompiers de Marseille.

## Palmarès
| Date | Compétition                             | Lieu                  | Résultat | Épreuve       | Marque         |
| ---- | --------------------------------------- | --------------------- | -------- | ------------- | -------------- |
| 1988 | Championnats de France                  | Tours                 | 3e       | 5 000 m       | 13 min 55 s 11 |
| 1990 | Championnats de France de cross-country | Aix-les-Bains         | 4e       | Cross Elite   | 36 min 17 s    |
| 1990 | Championnats de France                  | Blois                 | 2e       | 5 000 m       | 13 min 45 s 17 |
| 1991 | Championnats de France de cross-country | Laval                 | 3e       | Cross Elite   | 37 min 28 s    |
| 1991 | Championnats de France                  | Dijon                 | 5e       | 5 000 m       | 14 min 3 s 84  |
| 1992 | Championnats de France de cross-country | Brumath               | 5e       | Cross Elite   | 35 min 47 s    |
| 1992 | Championnats de France                  | Narbonne              | 1er      | 5 000 m       | 13 min 33 s 98 |
| 1993 | Championnats de France de cross-country | Marignane             | 3e       | Cross Elite   | 35 min 55 s    |
| 1993 | Championnats de France                  | Annecy                | 3e       | 10 000 m      | 28 min 45 s 98 |
| 1994 | Championnats de France de cross-country | Vittel                | 6e       | Cross Elite   | 36 min 48 s    |
| 1994 | Championnats de France du 10 000 mètres | Saint-Maur-des-Fossés | 2e       | 10 000 m      | 28 min 37 s 04 |
| 1994 | Championnats de France                  | Annecy                | 4e       | 5 000 m       | 13 min 53 s 62 |
| 1998 | Championnats de France de 10 kilomètres | Brive-la-Gaillarde    | 11e      | 10 km route   | 29 min 33 s    |
| 1998 | Championnats de France du 10 000 mètres | Villeneuve-d'Ascq     | 8e       | 10 000 m      | 29 min 20 s 41 |
| 1999 | Championnats de France de 10 kilomètres | Melun                 | 1er      | 10 km route   | 28 min 44 s    |
| 1999 | Championnats de France de semi-marathon | Auray-Vannes          | 2e       | Semi-marathon | 1 h 3 min 4 s  |
| 2001 | Championnats de France de 10 kilomètres | Chalons-en-Champagne  | 5e       | 10 km route   | 29 min 37 s    |

| Date | Compétition                            | Lieu              | Résultat | Épreuve              | Marque         |
| ---- | -------------------------------------- | ----------------- | -------- | -------------------- | -------------- |
| 1990 | Championnats du monde de cross-country | Aix-les-Bains     | 155e     | Cross long           | 37 min 9 s     |
| 1991 | Championnats du monde de cross-country | Anvers            | 46e      | Cross long           | 35 min 15 s    |
| 1991 | Jeux méditerranéens                    | Athènes           | 3e       | 5 000 m              | 13 min 38 s 08 |
| 1992 | Championnats du monde de cross-country | Boston            | 12e      | Cross long           | 37 min 37 s    |
| 1992 | Championnats du monde de cross-country | Boston            | 2e       | Cross long (équipes) | 145 pts        |
| 1992 | Jeux olympiques                        | Barcelone         | 15e      | 10 000 m             | 28 min 47 s 66 |
| 1993 | Championnats du monde de cross-country | Amorebieta-Etxano | 90e      | Cross long           | 35 min 10 s    |
| 1994 | Championnats du monde de cross-country | Budapest          | 34e      | Cross long           | 36 min 1 s     |
| 1994 | Championnats d'Europe                  | Helsinki          | 13e      | 10 000 m             | 28 min 23 s 87 |
| 1999 | Championnats du monde de semi-marathon | Palerme           | 31e      | Semi-marathon        | 1 min 3 s 55   |

### Palmarès militaire
- Champion de France "Marine" du 10 000 mètres en 1987.
- Champion du monde militaire de cross en 1988 – 1989 et 1994.
- Vice-champion du monde militaire de piste en 1989 sur 5 000 mètres.
- Vice-champion du monde militaire de piste en 1993 sur 5 000 mètres et 10 000 mètres.
- Recordman de France militaire en 1992 sur 5 000 mètres.
- Recordman de France militaire en 1993 sur 10 000 mètres.

### Palmarès régional
- 3 fois vainqueur du Marseille-Cassis en 1985, 1986 et 1990.
- 3 fois vainqueur de La Roquefavour à Ventabren.
- 2 fois vainqueur de la course Bailly de Suffren à Saint-Cannat.
- 5 fois vainqueur de l’Éguillenne à Éguilles.

## Records
| Épreuve       | Épreuve   | Marque          | Lieu      | Date              |
| ------------- | --------- | --------------- | --------- | ----------------- |
| 5 000 m       | Plein air | 13 min 14 s 47  | Monaco    | 11 août 1992      |
| 10 000 m      | Plein air | 27 min 22 s 78  | Oslo      | 4 juillet 1992    |
| 10 kilomètres | Plein air | 28 min 42 s     | Marseille | 1er mai 1999      |
| Semi-marathon | Plein air | 1 h 3 min 4 s   | Auray     | 12 septembre 1999 |
| Marathon      | Plein air | 2 h 13 min 32 s | Monaco    | 21 novembre 1999  |